# Петро
Петро је мушко словенско име, које је изведено од имена Петар и највише се користи у Украјини. Користи се и у Србији и Хрватској, посебно у Загребу и Чавлу, али је у 20. веку било доста ретко. Занимљиво је да постоји и на есперанто језику.

## Популарност
У јужној Аустралији је ово име 2004. било на 850. месту.